# Cirque Flaminius

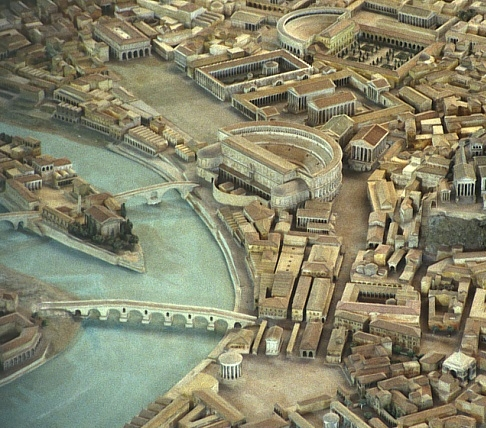
L'emplacement supposé du Circus Flaminius, en haut à gauche, sur la maquette d'Italo Gismondi.

Le cirque Flaminius ou cirque Flamine (en latin : Circus Flaminius) est une vaste esplanade qui a pu servir de cirque, située à Rome au sud du Champ de Mars. À partir de la deuxième moitié du IIe siècle av. J.-C., cette zone du Champ de Mars, qualifiée de in Circo par les auteurs antiques, est progressivement urbanisée de manière monumentale et tout autour de l'esplanade sont construits de nombreux sanctuaires et portiques qui conservent la même orientation.

## Localisation
Le terme Circus Flaminius se prête à plusieurs interprétations selon le contexte dans lequel il est utilisé dans les textes antiques. Il peut désigner le cirque romain à proprement parler qui aurait été construit par Caius Flaminius Nepos à la fin du IIIe siècle av. J.-C., mais il est aussi utilisé pour désigner une zone plus vaste comprenant plusieurs monuments et correspondant à la partie méridionale du Champ de Mars (Campus Martius). Par conséquent, la précision in Circo accompagnant la localisation de certains monuments par les auteurs antiques, principalement depuis l'époque augustéenne, ne signifie pas que le monument est intégré dans le cirque romain ou construit à son emplacement, mais qu'il est situé dans les alentours, le cirque servant de repère topographique,. Au IVe siècle, c'est toute la Regio IX qui est baptisée Circus Flaminius dans les Régionnaires de Rome, mais il n'est pas certain que cette région portât déjà ce nom lors de sa création sous Auguste.
Jusqu'en 1960, le Circus Flaminius est confondu avec les vestiges du théâtre de Balbus et de son portique. Cette localisation a été remise en question depuis par une étude des fragments de la Forma Urbis, plan en marbre de la Rome sévérienne. Il apparaît alors que le fragment portant la mention CIR[CVS] FLAMI[NIVS], placé jusqu'à présent juste au sud-est de l'aire sacrée du Largo Argentina, correspond aux fragments où apparaissent les portiques de Philippe et d'Octavie, ne laissant plus aucun doute sur la localisation précise du cirque. Ce dernier se situe dans la zone méridionale du Champ de Mars comprise entre le théâtre de Marcellus à l'ouest, la piazza Cairolli et la Via Arenula à l'est, la Via del Portico di Ottavia au nord et le Tibre au sud (voir le plan),. Cette nouvelle localisation remet en cause celle de tous les autres temples et portiques qualifiés de in Circo ou in Campo,.

## Histoire

### Prata Flaminia
Le Circus Flaminius pouvait être à l'origine une simple enceinte circulaire délimitant l'étendue du Champ de Mars archaïque, c'est-à-dire la partie de la plaine située à l'ouest du cours d'eau Petronia Amnis, connue sous le nom de Prata Flaminia. L'origine de ce nom est obscure et sujette à débats. Il est possible que ces terres aient appartenu aux flamines qui les auraient ensuite revendues et fait passer dans l'ager publicus. Selon une autre hypothèse, une petite portion du Champ de Mars méridional a pu être cédée à un membre de la gens Flaminia comme pour les prata Mucia donnés à Caius Mucius Scaevola et les prata Quinctia donnés à Lucius Quinctius Cincinnatus, tous deux prélevés sur les terres publiques de la plaine vaticane (ager vaticanus).

### Le cirque sous la République
Entre 223 et 220 av. J.-C., Caius Flaminius Nepos, bâtisseur de la Via Flaminia, plusieurs fois consul et censeur en 220 av. J.-C., fait construire dans la partie méridionale du Champ de Mars, sur des terres de l'ager publicus portant le nom de sa famille (Prata Flaminia), un cirque où il organise des courses de chars et qu'il associe très tôt avec les activités de la plèbe. Caius Flaminius a pu construire le monument à l'occasion de son triomphe pour ses victoires sur les Insubres célébrés en 223 av. J.-C. en mettant à profit le butin amassé (ex manubiis) , ou durant sa censure (ex pecunia censoria).
Le cirque tient alors une grande place dans la vie publique, même de dimensions plus modestes que le Circus Maximus. Il accueille les conciles plébéiens et devient le point de départ des cortèges triomphaux. Les jeux plébéiens, officiels et annuels à partir de 216 av. J.-C. (Ludi Plebeii), mais qui ont pu être célébrés depuis 449 av. J.-C. (voire 491 av. J.-C. selon Valère Maxime) aux prata Flaminia, s'y déroulent aussi,. Le cirque Flaminius n'est peut-être que la reconstruction monumentale d'un cirque temporaire aménagé pour la célébration des Ludi Plebeii depuis leur création.

### Le cirque sous l'Empire
Vers le début de l'Empire romain, le cirque Flaminius semble perdre son rôle exclusif de cirque, devenant aussi une place, puis un marché (macellum). Cependant, jusqu'au milieu du IIe siècle, il est régulièrement mentionné. En 9 av. J.-C., c'est là que sont prononcés les éloges funèbres de Drusus, Auguste étant en attente de célébrer un triomphe avec interdiction de pénétrer dans la ville tant qu'il n'aurait pas accompli la pompa Triumphalis. Un peu plus tard, à l'occasion de la consécration du temple de Mars Ultor, en 2 av. J.-C., Auguste fait mettre partiellement en eau le cirque pour un spectacle où sont massacrés 36 crocodiles . Durant son règne, Vespasien semble se servir du cirque lors d'une procession triomphale. En 145 ap. J.-C., le cirque est de nouveau mentionné comme le lieu où se déroulent les ludi Taurei, des jeux quinquennaux qui ne peuvent se dérouler qu'en-dehors des murs de la ville car dédiés aux divinités infernales. Au IVe siècle, Polemius Silvius indique toujours l'existence de deux cirques à Rome, le Maximus et le Flaminius (circi  duo, Maximus  et Flaminius).

## Description

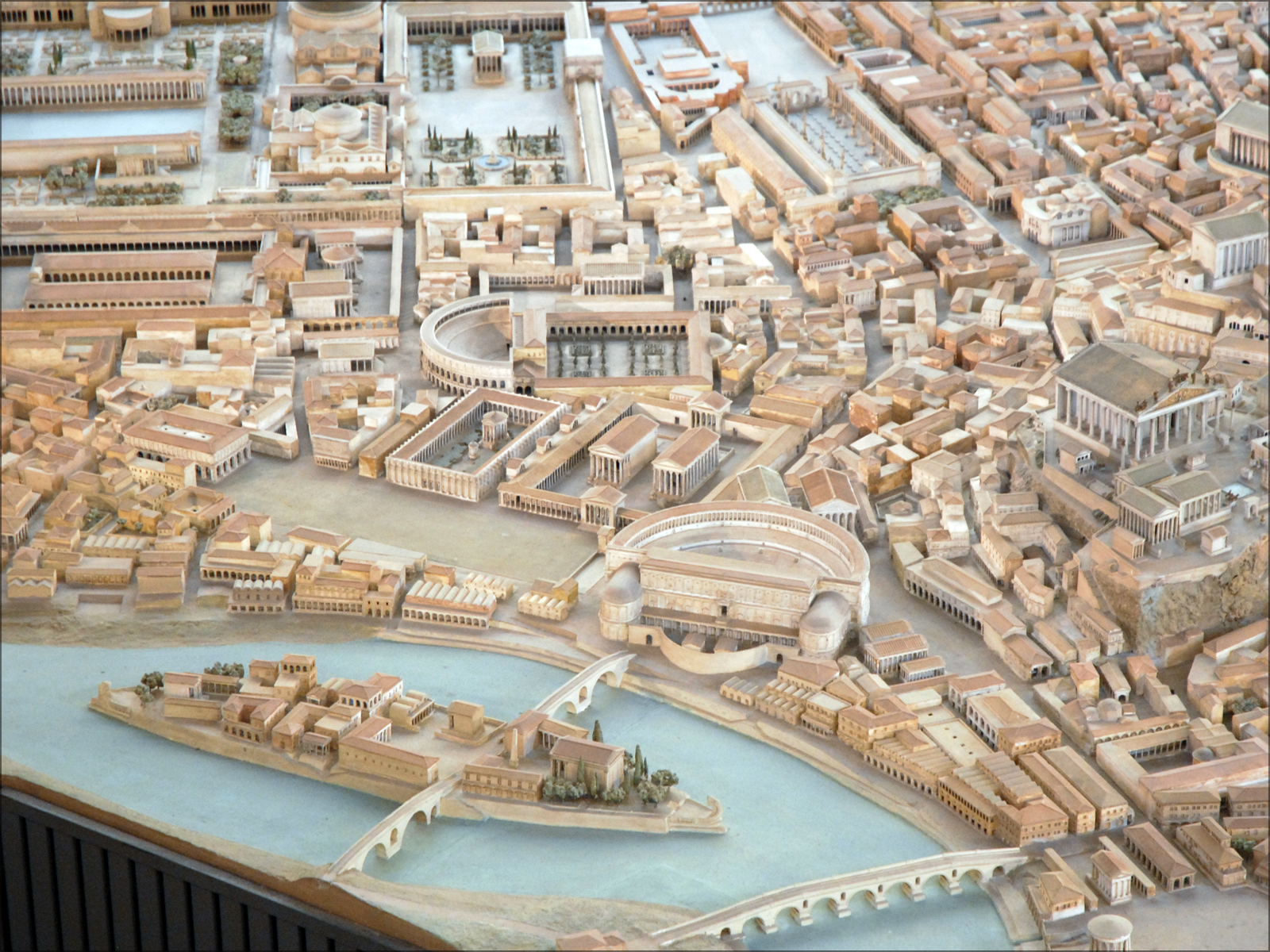
La zone du Circus Flaminius et les monuments associés, sur la maquette d'Italo Gismondi.

Sur la Forma Urbis, le Circus Flaminius correspond à une zone rectangulaire libre de construction de 70 mètres de large, s'étendant du temple de Mars jusqu'à la zone où est plus tard construit le théâtre de Marcellus, soit environ 250 mètres de long, deux fois moins que le Circus Maximus avec ses 580 mètres de long. Aucun élément spécifique à l'architecture des cirques romains n'est identifiable, ce qui amène à penser que l'édifice a été démoli, partiellement ou totalement, entre la fin de la République et l'époque sévérienne. Mais une telle démolition aurait certainement laissé des traces dans les sources littéraires et épigraphiques, étant donné son ampleur. D'après une autre hypothèse, le cirque n'est pas construit de façon permanente, mais selon les besoins. Ainsi, même s'il est encore utilisé pour les ludi Taurei de 145 ap. J.-C., il pourrait avoir été démonté et ne pas apparaître sur le plan de marbre moins de cinquante ans plus tard. Selon cette hypothèse, il s'agirait d'une structure en bois, à l'image de l'amphithéâtre de Néron. Les structures démontées, le cirque prendrait alors la forme d'une large place aux contours vaguement arrondis, conservée libre de constructions afin d'y élever un édifice pouvant alors s'adapter à toutes sortes de spectacles, dont des courses de chars. L'esplanade serait utilisée comme espace pour des activités commerciales, rappelant la fonction d'un forum. D'ailleurs, entre deux évènements périodiques, le lieu est investi par marchands et banquiers,. Selon Vitruve, ce cirque est pourvu d'un cadran solaire, accessoire se trouvant davantage dans les zones commerciales que dans les édifices dédiés aux loisirs.

### Orientation
L'orientation du cirque et des monuments proches, construits sur un axe nord-ouest sud-est, s'écarte d'environ 30 degrés par rapport aux autres monuments du Champ de Mars. Tous les temples dont la construction est antérieure à celle du cirque, comme le temple de Neptune et les temples d'Apollon Medicus et de Bellone, sont construits sur un axe nord-sud. Selon l'archéologue italien Filippo Coarelli, cette différence s'explique par le fait que le cirque est construit le long d'une ancienne via triumphalis bordée de colonnades qui relie le Tarentum, extrémité occidentale du Champ de Mars, au Forum Boarium via la porta Triumphalis. Selon une autre hypothèse, le cirque est construit sur le même axe que les édifices des Navalia, le port militaire de Rome. Il semble établi que les carceres se trouvaient du côté du temple de Mars, tandis que l'extrémité courbe (summus circus) se trouvait à l'emplacement du théâtre de Marcellus, à l'extrémité sud-est, comme c'est le cas pour le Circus Maximus ou le cirque de Varus.

### Monumentsin Circo
À partir du Ier siècle av. J.-C. et durant tout l'Empire, des édifices, portiques, théâtres et onze temples, sont élevés aux alentours à l'occasion d'une victoire militaire, ce qui renforce le lien unissant cirque et célébration des triomphes. Par ceux-ci, les plus remarquables sont le portique d'Octavie, le portique de Philippe, le théâtre de Marcellus et le temple de Castor et Pollux. La place devient l'élément central de l'ensemble et détermine l'orientation de toute cette zone, parallèle au Tibre. Certains monuments ont empiété sur l'espace du Circus Flaminius, comme le temple des Dioscures in Circo, mais il est possible qu'ils aient été intégrés aux gradins, comme pour les sanctuaires du Circus Maximus.

#### Ouvrages généraux
- Filippo Coarelli (trad. de l'italien), Guide archéologique de Rome, Paris, Hachette, 1998, 349 p. (ISBN 2-01-235428-9)
- (en) Filippo Coarelli, Rome and environs : an archaeological guide, University of California Press, 2007, 555 p. (ISBN 978-0-520-07961-8)
- (it) Filippo Coarelli, Il Campo Marzio : dalle origini alla fine della Repubblica, Rome, Quasar, 1997
- (en) Amanda Claridge, Rome : an Oxford Archaeological Guide, Oxford University Press, 2010 (ISBN 9780199546831)

#### Articles
- (it) G. Gatti, « Dove erano situati il teatro di Balbo e il circo Flaminio », Capitolium, vol. XXXV, no 7,‎ 1960.
- (it) Giuseppe Marchetti Longhi, « Le contrade medievali della zona «in Circo Flaminio»: il «Calcarario» », Archivio della società romana di storia patria, no 42,‎ 1919, p. 401-536.
- (it) Giuseppe Marchetti Longhi, « « Circus Flaminius » nell'antichità e nelle trasformazioni medievali », Memorie dell'Accademia nazionale dei Lincei, no 16,‎ 1922, p. 621-770.
- (it) F. Zevi, « L’identificazione del tempio di Marte in circo e altre osservazioni », L’Italie préromaine et la Rome républicaine. Mélanges offerts à J. Heurgon, Rome, vol. 2,‎ 1976, p. 387-410 (lire en ligne).
- (en) T. P. Wiseman, « Circus Flaminius », PBSR, vol. XLII,‎ 1974
- (en) T. P. Wiseman, « Two questions on the Circus Flaminius », PBSR,‎ 1976, p. 44-47
- (en) Guido Petruccioli, « The Circus Flaminius in Rome (MPhil Thesis) », British School at Rome,‎ 2000
- (en) Guido Petruccioli, « Circus Flaminius », Digital Augustan Rome,‎ 2008 (lire en ligne)
- (it) Emilio Rodriguez Almeida, « Diversi problemi connessi con la lastra n. 37 della Forma Vrbis Marmorea e con la topografia in Circo e in Campo », RPAA, no 64,‎ 1992, p. 3-26

| Plan intemporel du Champ de Mars méridional |
| --- |
| \| Tibre Navalia Cirque Flaminius Théâtre de · Marcellus T. de · Diane T. de la · Piété T. de Janus T. de Junon T. de Spes Temple de · Bellone Temple · d'Apollon · Sosianus Temple de · Jupiter · Stator Temple de · Junon · Regina Portique d'Octavie Portique · de · Philippe T. d'Hercule Portique · d'Octavius Théâtre · de Balbus Crypta · Balbi Portique · de Minucius T. des · Nymphes Diribitorium T. de Juturne T. de la Fortune T. de · Feronia T. des · Lares · Permarini Curie de · Pompée Portique de · Pompée Théâtre de · Pompée Temple de · Vénus Victrix Temple de · Mars Sanctuaire · d'Hercules · Magnus Custos Temple de · Castor et Pollux Pont · Fabricius Île Tibérine Porticus · Maximae T. de · Neptune Divorum Villa Publica Hecatostylum T. de la · Fortune · équestre Amphithéâtre de · Statilius Taurus · (?) \| |
| Tibre Navalia Cirque Flaminius Théâtre de · Marcellus T. de · Diane T. de la · Piété T. de Janus T. de Junon T. de Spes Temple de · Bellone Temple · d'Apollon · Sosianus Temple de · Jupiter · Stator Temple de · Junon · Regina Portique d'Octavie Portique · de · Philippe T. d'Hercule Portique · d'Octavius Théâtre · de Balbus Crypta · Balbi Portique · de Minucius T. des · Nymphes Diribitorium T. de Juturne T. de la Fortune T. de · Feronia T. des · Lares · Permarini Curie de · Pompée Portique de · Pompée Théâtre de · Pompée Temple de · Vénus Victrix Temple de · Mars Sanctuaire · d'Hercules · Magnus Custos Temple de · Castor et Pollux Pont · Fabricius Île Tibérine Porticus · Maximae T. de · Neptune Divorum Villa Publica Hecatostylum T. de la · Fortune · équestre Amphithéâtre de · Statilius Taurus · (?)       |